# Litteraturåret 1900

## Priser och utmärkelser
- Letterstedtska priset för översättningar – Hilding Andersson för översättningen från sanskrit av skådespelet Den lilla lervagnen

## Nya böcker

### A – G
- Arabia: The Cradle of Islam av Samuel Zwemer
- Arbetarfrågan i Finland av Aleksandra Kollontaj
- Boken om lille-bror av Gustaf af Geijerstam
- Det levande liket av Lev Tolstoj
- Dikter på vers och prosa av Ola Hansson
- En kammarsnärtas upplevelser (Le Journal d'une femme de chambre) av Octave Mirbeau [1]
- Före giftermålet av Ola Hansson

### H – N
- I Schlaraffenland av Heinrich Mann
- I skilda färger av Vilhelm Ekelund
- Ingrid – En döds kärlekssaga av Alfhild Agrell
- Kirkkopostilla av Lars Levi Læstadius (postumt)
- Korsriddarna (bok) av Henryk Sienkiewicz
- Kungens blå gossar av Nils Hydén
- The Life and Death of Richard Yea-and-Nay av Maurice Hewlett[2]
- Lord Jim av Joseph Conrad
- Magistrarna i Österås av Oscar Levertin

### O – U
- Paradiset av Gustaf Janson
- Storgården av Karl-Erik Forsslund
- Svartedauen av Theodor Kittelsen
- Thanatos av Per Hallström
- Två mil till hafs av Walter Hülphers
- Ungmön från Antwerpen och andra dikter av Albert Ulrik Bååth

### V – Ö
- Vårbris av Vilhelm Ekelund
- Wullfie og Compani av Jonas Lie
- Ångermanländingar, humoresker och skisser av Walter Hülphers

## Födda
- 15 januari – William Heinesen (död 1991), färöisk författare, kompositör och konstnär.
- 4 februari – Jacques Prévert (död 1977), fransk poet.
- 5 februari – Nils Idström (död 1966), svensk skådespelare, författare och manusförfattare.
- 6 februari – Rudolf Värnlund (död 1945), svensk författare, dramatiker och manusförfattare.
- 12 mars – Olof Enckell (död 1989), finlandssvensk författare och litteraturhistoriker.
- 13 mars – Giorgos Seferis (död 1971), grekisk poet, nobelpristagare 1963.
- 19 april – Bernhard Nordh (död 1972), svensk författare.
- 11 juni
  - Walter Ljungquist (död 1974), svensk författare, manusförfattare.
  - Leopoldo Marechal (död 1970), argentinsk författare.
- 29 juni – Antoine de Saint-Exupéry (död 1944), fransk författare.
- 4 juli – Robert Desnos (död 1945), fransk poet och romanförfattare.
- 6 juli – Einar Malm (död 1988), svensk författare och manusförfattare.
- 28 juli – Edith Unnerstad (död 1982), svensk författare, mest känd för sina barnböcker.
- 29 juli – Eyvind Johnson (död 1962), svensk författare, nobelpristagare.
- 10 augusti – René Crevel (död 1935), fransk romanförfattare och poet.
- 29 september – Örnulf Tigerstedt (död 1976), även känd under pseudonymen Axel Fredriksson, finlandssvensk författare och översättare.
- 4 oktober – Lili de Faramond (död 1992), svensk journalist, författare och konstnär.
- 26 oktober – Karin Boye (död 1941), svensk författare.
- 8 november – Margaret Mitchell (död 1949), amerikansk författare.

## Avlidna
- 20 oktober – Naim Frashëri, 54, albansk poet.
- 22 november – Harald Molander, 42, svensk författare och teaterregissör.

### Fotnoter
1. ↑  ”World Cat”. http://www.worldcat.org/title/journal-dune-femme-de-chambre/oclc/5323544. Läst 13 april 2011.
2. ↑  Leavis, Q.D. (1965). Fiction and the Reading Public (rev.). London: Chatto & Windus